# Жовтнева районна в м. Харкові рада
Жовтнева районна в м. Харкові рада — районна в м. Харкові рада, представницький орган, що здійснює функції та повноваження місцевого самоврядування, визначені Конституцією України і законами України, бере участь у місцевому самоврядуванні м. Харкова, створює свої виконавчі органи та обирає голову ради, який одночасно є і головою її виконавчого комітету, самостійно складає, розглядає, затверджує та виконує районний бюджет.
Не утворена (ліквідована) після закінчення терміну повноважень V (XXV) скликання 2010 року на підставі рішення чергової 38 сесії Харківської міської ради V скликання, що відбулася 25 листопада 2009 року.

## Депутати, склад депутатських фракцій і постійних комісій

### V (XXV) скликання
Список депутатів V скликання становить 49 осіб.
Створено сім постійніх комісій:
- з питань планування, бюджету, фінансів і економіки;
- з питань житлово-комунального господарства, транспорту та екології;
- з питань охорони здоров’я та соціального захисту населення;
- з питань молоді, освіти, культури, фізкультури та спорту;
- по законності, з депутатської діяльності та етики;
- з питань місцевого самоврядування;
- з питань торгівлі, підприємницької діяльності, сфери обслуговування.

## Голова ради
Єромецький Семен Олександрович, з квітня 2006 р.

## Виконавчий комітет й інші виконавчі органи

### Склад виконавчого комітету
- Єромецький Семен Олександрович, голова Жовтневої районної у м. Харкові ради;
- Болотов Сергій Вячеславович, заступник голови Жовтневої районної у м. Харкові ради;
- Сердюк Юрій Олександрович, заступник голови з питань діяльності виконавчих органів ради - керуючий справами виконкому;
- Наконечний Володимир Васильович, депутат Харківської міської ради;
- Попов Микола Михайлович, директор центру позашкільної освіти Жовтневого району;
- Попова Зоя Миколаївна, заступник голови з питань діяльності виконавчих органів ради - начальник фінансового управління;
- Шаталов Віктор Миколайович, завідувач юридичного відділу виконкому районної ради;
- Щедров Олександр Михайлович, головний лікар міської лікарні №3;
- Янов Леонід Іванович, генеральний директор ТОВ "Харківський завод підйомно-транспортного устаткування";
- Ломовських Григорій Альбертович, приватний підприємець.